# Shoxploitation

Una scena dal film La casa sperduta nel parco, uno dei più lampanti esempi di shoxploitation italiana

La shoxploitation è un sottogenere dell'exploitation che comprende tutti quei film in cui fanno da padrone sequenze scioccanti. Spesso sono considerati esempi di shoxploitation film come L'ultima casa a sinistra di Wes Craven, Distretto 13 - Le brigate della morte di John Carpenter e Thriller - en grym film di Alex Fridolinski. Durante gli anni settanta e ottanta vennero prodotti anche in Italia dei film appartenenti alla shoxploitation, come ad esempio La casa sperduta nel parco di Ruggero Deodato e altre pellicole come Cannibal Holocaust che - nonostante appartenessero principalmente ad altri generi (Cannibal Holocaust è un "italo-cannibalico") - sfociavano spesso nella "shoxploitation" mostrando sequenze sensazionali in fatto di violenza e splatter.

## Shoxploitation statunitense
La shoxploitation si apre negli Stati Uniti molto probabilmente con il film L'ultima casa a sinistra di Wes Craven. Il film conteneva moltissime sequenze splatter, tra cui i ragazzi capeggiati da Krüg che squartano una ragazza sin dalle viscere e un'evirazione a morsi. Probabilmente il fenomeno della shoxploitation andò avanti e si sviluppò a causa della guerra del Vietnam, che continuava tramite le sue tremende uccisioni a far mostrare in televisione gli orrori ad essa correlati. Craven, ad esempio, ammise di essersi ispirato alle vicende del Vietnam per la regia di L'ultima casa a sinistra. Un altro film che ha fatto leva nel genere Shoxploitation, pur non ricevendo critiche positive, è stato Natural Born Killers di Oliver Stone, tratto da un racconto di Quentin Tarantino, nel 1995. 
Dopo il 1974, anno di Non aprite quella porta (altro esempio di shoxploitation mirante più verso lo splatter), venne fuori un altro film di shoxploitation, Distretto 13: le brigate della morte di John Carpenter. Il film mostrava una scena truculenta in cui una bambina veniva colpita in pieno petto da un colpo di pistola. Per la scena, Carpenter venne molto criticato.
Allo stesso anno risale Taxi Driver, di Martin Scorsese, uno dei film più violenti nella storia del cinema. Il film mostrava diverse scene in cui il sangue sgorga a fiotti da colli, mani e braccia, e per questo ottenne questa nomea. Anche qui, la violenza è frutto - in parte - "della guerra del Vietnam, che ha distrutto la gioventù di Travis Bickle/Robert De Niro". La shoxploitation statunitense sembra terminare con Taxi Driver, nonostante sia poi sfociata in film come Nightmare: dal profondo della notte o altri splatter.

## Shoxploitation europea
La shoxploitation in Europa ha inizio con il film La fontana della vergine di Ingmar Bergman, del 1960. Il film servì infatti come ispirazione a L'ultima casa a sinistra di Wes Craven. Nonostante le scene di violenza siano assolutamente attenuate, il film propone una trama molto simile a quella che verrà usata in molti classici di shoxploitation, in cui una giovane ragazza cade vittima delle sevizie di una banda di sadici maniaci stupratori. 
Uno degli esempi più controversi di shoxploitation risultò, nel 1974, il film svedese Thriller - en grym film di Bo Arne Vibenius, in cui a scene di sesso e violenza venivano alternati scene splatter in cui la malcapitata Christina Lindberg era privata prima di un occhio e poi di altre parti del corpo. Il film venne criticato anche per le scene di assunzione di droghe, che erano mostrate in maniera sensazionalistica.
Dalla fine degli anni settanta sino alla prima metà degli anni ottanta, anche l'Italia venne interessata alla corrente cinematografica. Tralasciando i vari esempi di nazisploitation (come La bestia in calore), e i cannibal movie del periodo (Cannibal Holocaust, Antropophagus) in Italia, il regista Ruggero Deodato girò nel 1980 il film La casa sperduta nel parco, una pellicola piena di «terrore, violenza, stupro e ogni genere di disgusto».
Monografia "Cannibal! Il cinema selvaggio di Ruggero Deodato", scritta da Gordiano Lupi. Dopo La casa sperduta nel parco avremo ancora pochi esempi di shoxploitation, che andrà scemando sino a scomparire del tutto.

## Influenze
Ancora oggi si notano le influenze della shoxploitation. Molti registi, tra cui ad esempio Quentin Tarantino, continuano ad omaggiarla. In Kill Bill, ad esempio, veniva omaggiata la protagonista di Thriller: Elle Driver era vestita allo stesso modo e portava una benda sull'occhio proprio come il personaggio di Christina Lindberg.
Il regista Robert Rodriguez ha inserito elementi della shoxploitation in Planet Terror (2007). Tra le scene da menzionare, lo "squagliarsi" dei testicoli di un soldato (Quentin Tarantino). Rodriguez ha più volte menzionato Distretto 13 di Carpenter come il suo film di shoxploitation preferito.